# Pienista
Pienista – osiedle w południowo-zachodniej Łodzi, wchodzące w skład dzielnicy Polesie. Osiedle Pienista jest często zaliczane do osiedla Retkinia, od którego oddziela je linia kolejowa i pas częściowo zadrzewionej łąki, stanowiącej strefę ochronną dla linii kolejowej, jednak oba osiedla różnią się znacznie typem zabudowy.

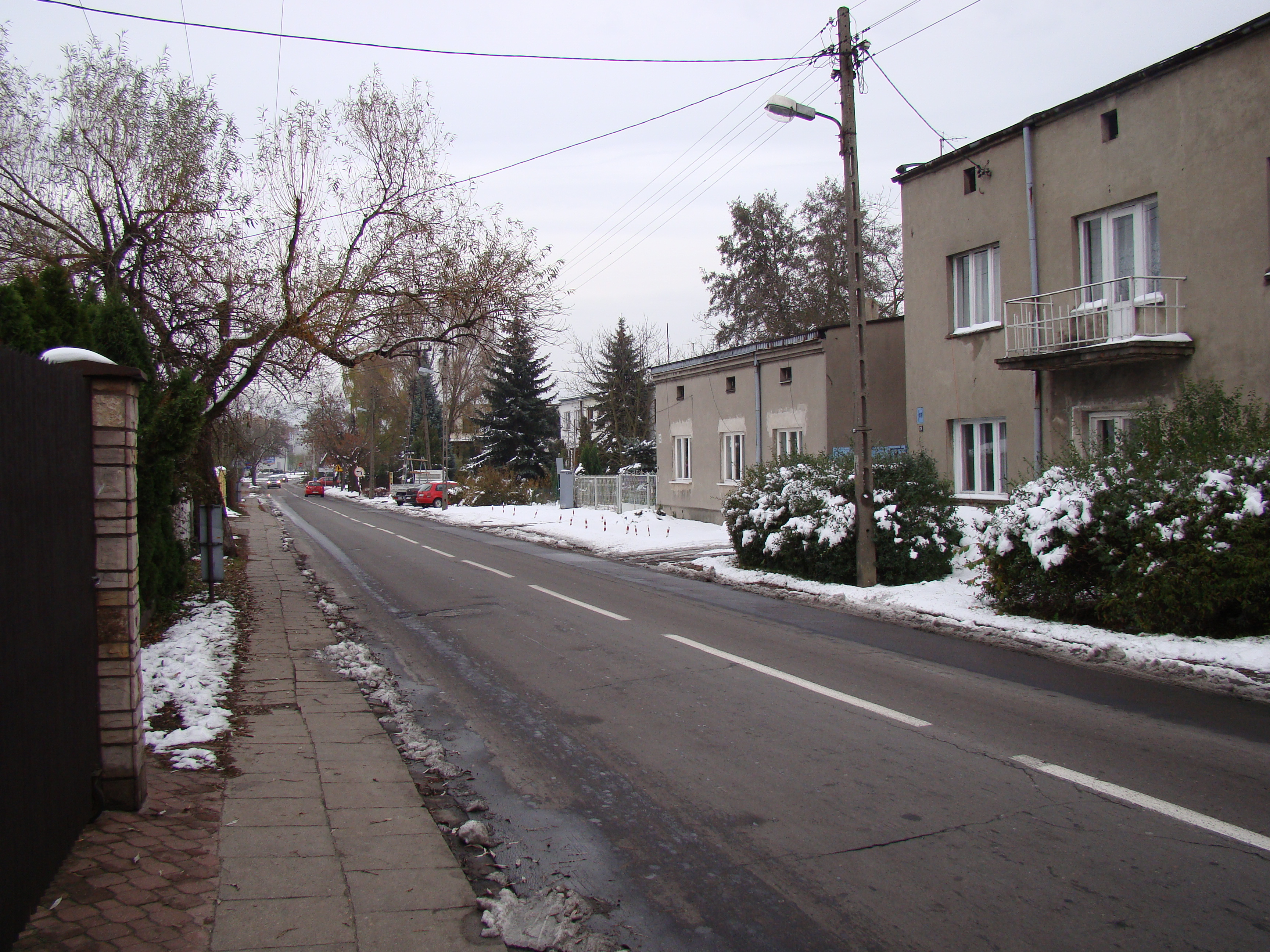
Ulica Obywatelska na osiedlu Pienista

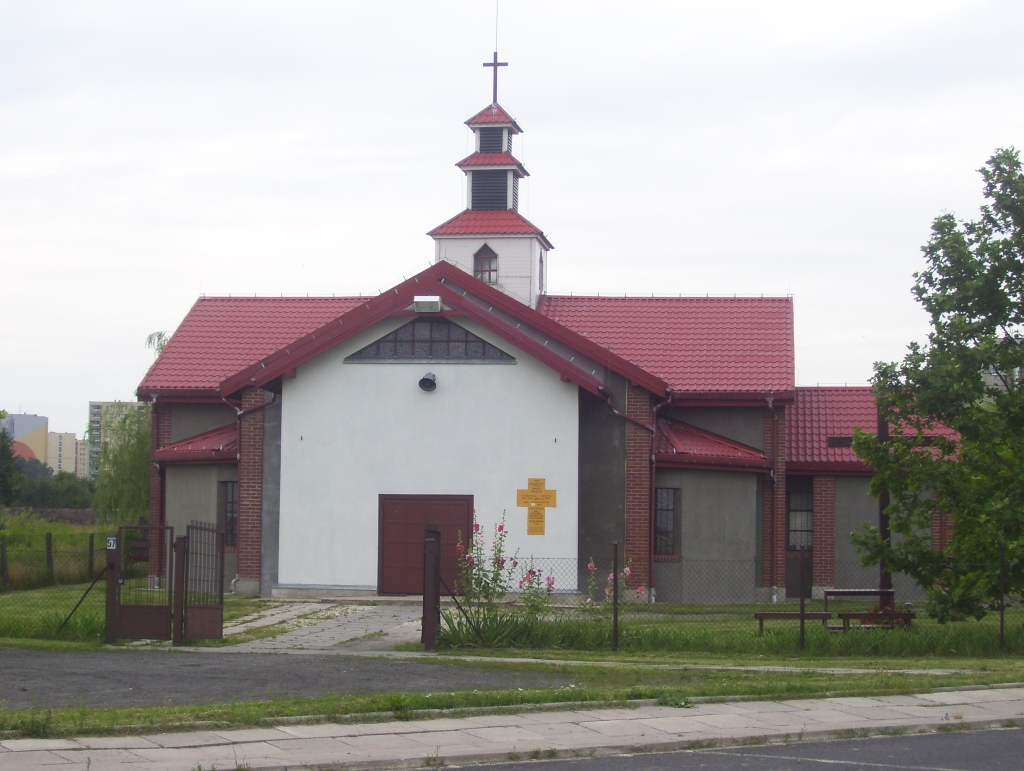
kościół pw. Wniebowstąpienia Pańskiego na osiedlu Pienista

## Przynależność administracyjna
Administracyjnie Pienista, wraz z Lublinkiem i Nowym Józefowem tworzy osiedle Lublinek-Pienista. 

## Nazwa i historia
Nazwa osiedla Pienista pochodzi od nazwy jednej z ulic, przez długi czas jedynej uliczki znajdującej się tam wioski. 
Podłódzkie, peryferyjne obszary dzisiejszej Pienistej zostały zasiedlone na początku XX w. w związku z szybkim rozwojem sąsiedniej wsi Retkinia, której przedłużenie stanowiły ziemie obecnego osiedla. Tereny te zostały włączone w obręb miasta tuż po II wojnie światowej, w 1946 r., ale przez długi czas pozostawały, podobnie jak Retkinia, słabo zaludnionymi obszarami o charakterze wiejskim, na którym istniały głównie pola uprawne, a potem także ogródki działkowe. Dopiero po rozpoczęciu budowy sąsiedniego osiedla Retkinia na obszarze Pienistej wytyczono i wyasfaltowano ulice i przystąpiono do budowy domów.

## Pienista dziś
Obecnie Pienista składa się z kilkuset domów jednorodzinnych zbudowanych głównie w 2. połowie lat. 70 oraz w latach 80. i 90. Ponadto na osiedlu znajduje się osiem czteropiętrowych bloków: pięć z nich (kiedyś zwane przez mieszkańców kolejno blokiem szarym, czerwonym/pomarańczowym, niebieskim, zielonym i żółtym od ich ówczesnych kolorów) powstało jeszcze w latach 70., a pozostałe trzy zbudowano na przełomie lat 80. i 90. Po zachodniej stronie osiedla na działce rozpiętej pomiędzy ulicami Falistą a Pienistą (obok kościoła parafialnego) powstała nowa część złożona z 10 bloków o wysokim standardzie z podziemnym parkingiem. Na terenie osiedla rozmieszczono miejsca do rekreacji, place zabaw dla dzieci, ścieżki spacerowe dla pieszych oraz elementy małej architektury (fontanny, rzeźby, ławki).
Osiedle zamieszkuje około 2500 ludzi.
Na terenie Pienistej istnieje pewna liczba sklepów i punktów usługowych. Mieszczą się tutaj także niewielkie, zatrudniające po kilka osób przedsiębiorstwa produkcyjne. Na osiedlu znajduje się również kościół, zbudowany na początku lat 90. (parafia Wniebowstąpienia Pańskiego).

### Nazwy ulic
Na terenie osiedla ulice noszą nazwy związane tematycznie z wodą, a zwłaszcza morzem oraz bajkami. Do pierwszej grupy należą ulice: Pienista - od której powstała nazwa osiedla, Burzliwa, Sumowa, Sztormowa, Denna, Sieciowa, Korsarska, Komandorska oraz Falista. Z bajkami związane są ulice: Jasia i Małgosi, Kubusia Puchatka, Rusałki, Lajkonika, Czerwonego Kapturka i H.Ch. Andersena. Generalnie i w pewnym uproszczeniu można powiedzieć, iż starsze ulice nazwą nawiązują do wody, zaś te utworzone w okresie późniejszym - do baśni.
Ponadto na osiedlu znajdują się jeszcze 4 ulice, o nazwach niepasujących do tej tematyki tj. Obywatelska, Bratysławska, Z. Waltera-Jankego i W. Króla; ulice te jednak tylko w niewielkiej części znajdują się na terenie Pienistej, a ich główna komunikacyjna i historyczna część leży na terenie innych osiedli.

## Okolica
W pobliżu osiedla płynie rzeczka Karolewka. 
W rejonie Pienistej znajdują się duże obszary zarastających dawnych pól i ogródków działkowych, oraz niewielka liczba nadal użytkowanych ogródków.